# NASA TV
NASA TVは、アメリカ航空宇宙局 (NASA) が運営する専門チャンネルである。

## 概要
NASA TV は元々、1980年代初頭に NASA の経営陣や技術者がリアルタイムでミッションの映像を見ることができるようにするために開局された。かつては NASAセレクト というチャンネル名だった。
NASA TV では多くの教育番組や、スペースシャトルや国際宇宙ステーション (ISS) のミッションのライブ映像、打上げ・ドッキング・船外活動・帰還の様子等を放映している。
映像は、政府著作物としてパブリックドメインとなり、全米のケーブルテレビやアマチュアテレビの中継局で放送されている。

## チャンネル
現在は直接放送衛星AMC-18号（放送方式はDVB-S）を使って、4つのチャンネルが運営されている。
Public Channel24時間にわたって、一般向けにライブ映像や記録映像、ドキュメンタリーを放送している。
Education Channel学校、博物館、その他の教育機関向けの宇宙番組や科学番組を放送している。
Media Channel報道機関向けに報道発表のビデオやインタビュー、記者会見の映像等を提供している。
Space Operations Channel内部向けの暗号化されたミッション運用に関する放送である。
また2010年7月19日には、高精細度放送の HD Channel を開始した。STS-114の打上げ後の2005年末にはアナログ放送からデジタル放送への移行を終え、アナログ放送を終了した。
NASA TV のウェブサイトでも、ISS の10周年を記念して ISS 内外のライブ映像を配信している。

## 番組

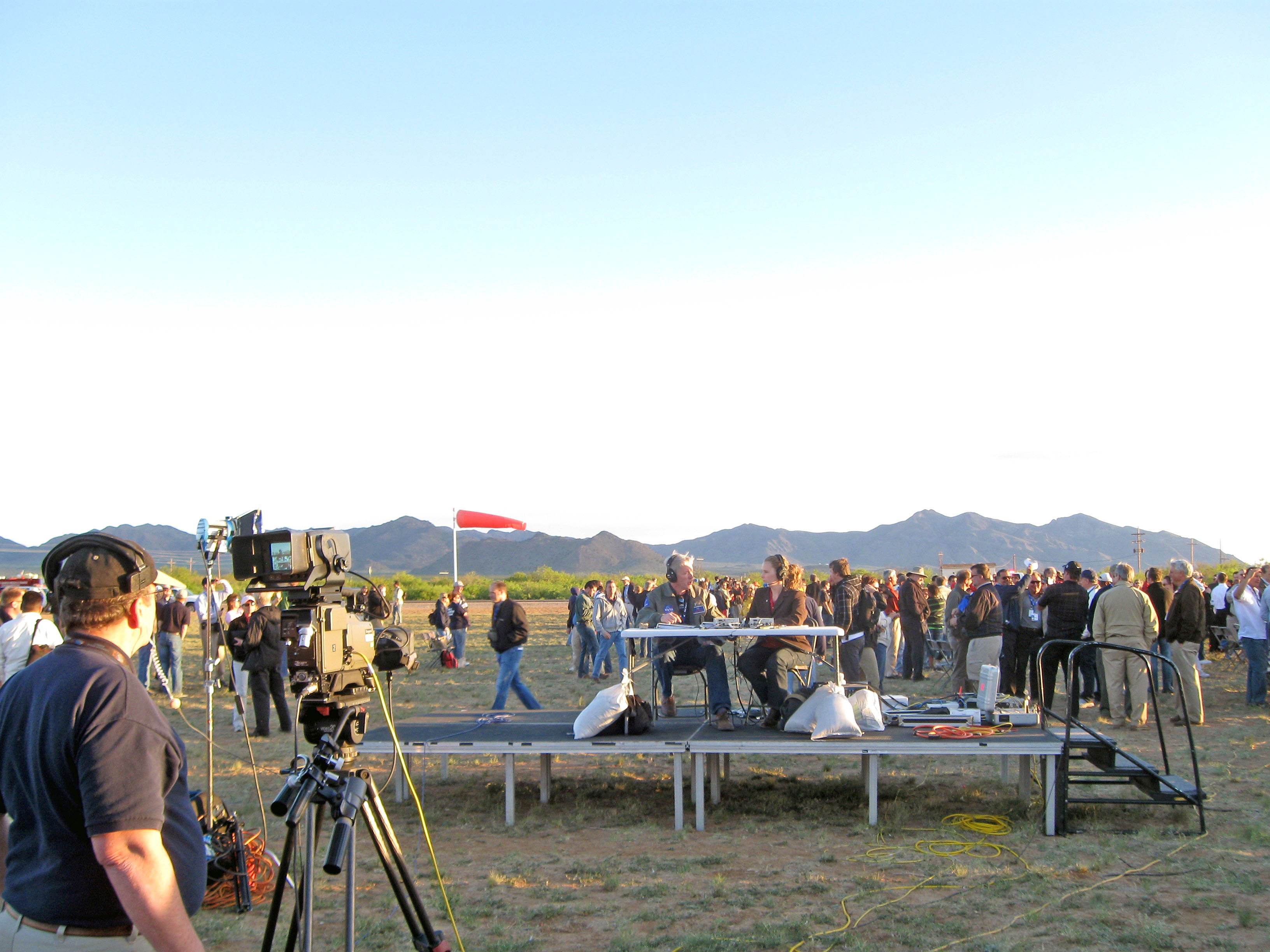
2010年ホワイトサンズ・ミサイル実験場からの生放送

NASA TV では24時間にわたって、教育や広報を目的としてレギュラーの録画番組を放映している。NASA Gallery では、NASAの歴史上の写真やビデオを紹介している。Video File は、インタビューや報道の間に挟まれる番組である。Education File は、学校向けの特別番組である。This Week @ NASA では NASA やその周辺のニュースを報道する。NASA Edge や NASA 360 は、NASA の様々なプロジェクトや活動に焦点を当てた番組である。ISS のライブ映像やその解説については、終日放送されている。

## カナダでの放送
2007年以前は、カナダ・ラジオテレビ通信委員会は、特別なイベントのある日以外、衛星やケーブルで NASA TV を放映することを禁じていた。2007年4月20日、委員会はマウンテン・ケーブルビジョンからの要請を受け、それに他のカナダの放送事業者も同調したため、NASA TV の放送を認めるという決定を下した。

## 受賞
2009年、NASA TV は2部門でエミー賞を受賞した。1月24日、テレビ芸術科学協会は、NASA の50周年を記念して NASA TV とマーシャル宇宙飛行センターに Governor's Award for Lifetime Achievement を贈った。8月22日には、アポロ11号の月面からの初のテレビ放送から40周年を記念して、プライムタイム・エミー賞と Philo T. Farnsworth Corporate Achievement Award を受賞した。